# Sarota
Sarota is een geslacht van vlinders uit de familie van de prachtvlinders (Riodinidae), onderfamilie Riodininae.
Sarota werd in 1851 voor het eerst wetenschappelijk beschreven door Westwood.

## Soorten
Sarota omvat de volgende soorten:
- Sarota acanthoides (Herrich-Schäffer, 1853)
- Sarota acantus (Stoll, 1782)
- Sarota chloropunctata Hall, J, 1998
- Sarota chocoensis Hall, J, 1998
- Sarota chrysus (Stoll, 1782)
- Sarota completa Hall, J, 1998
- Sarota craspediodonta (Dyar, 1918)
- Sarota estrada Schaus, 1928
- Sarota gamelia Godman & Salvin, 1886
- Sarota gyas (Cramer, 1775)
- Sarota harveyi Hall, J, 1998
- Sarota lasciva (Stichel, 1911)
- Sarota miranda Brévignon, 1998
- Sarota myrtea Godman & Salvin, 1886
- Sarota neglecta Stichel, 1910
- Sarota psaros Godman & Salvin, 1886
- Sarota spicata (Staudinger, 1888)
- Sarota subtessellata (Schaus, 1913)
- Sarota turrialbensis (Schaus, 1913)
- Sarota willmotti Hall, J, 1998